# Николаевский яхт-клуб

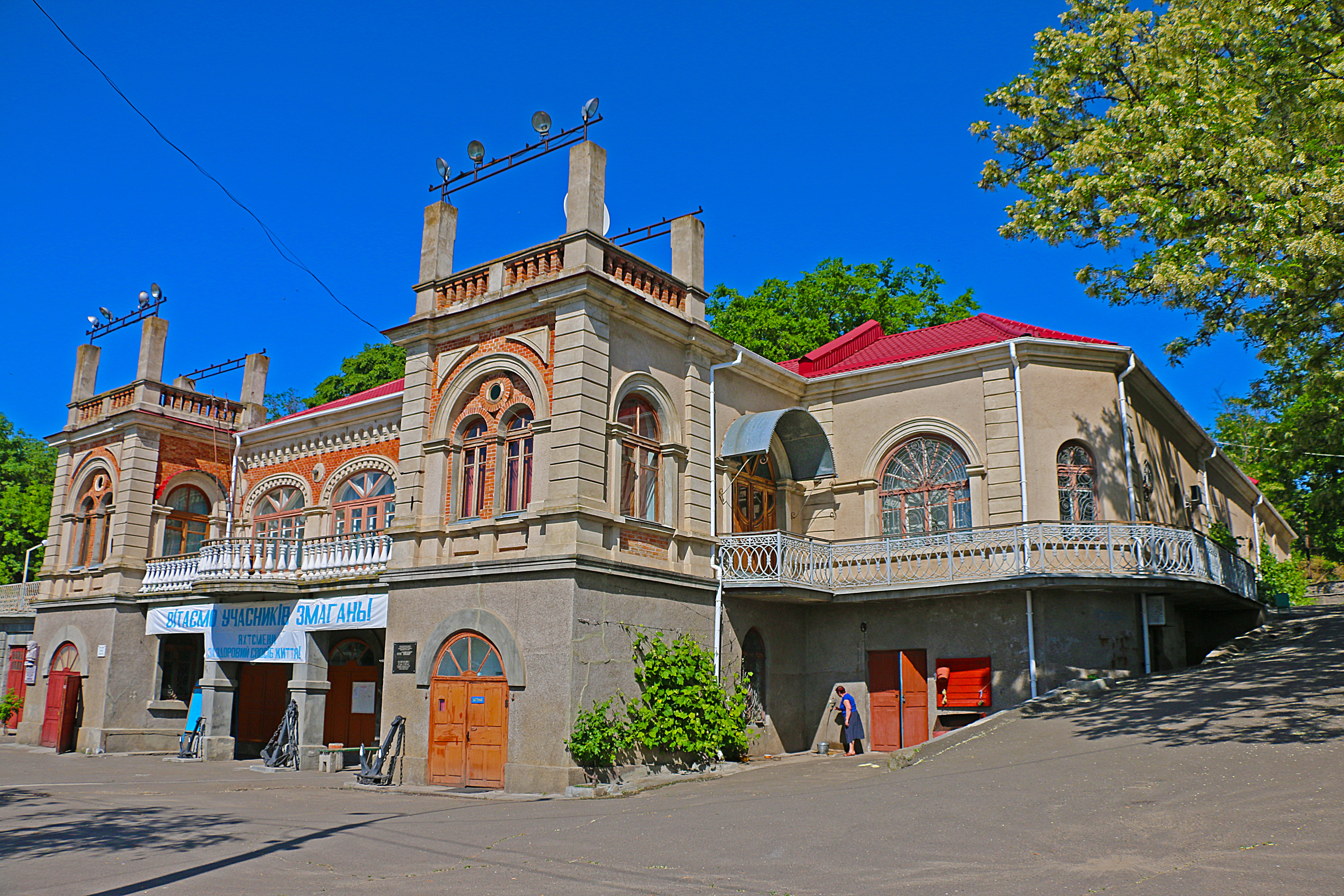
Здание яхт-клуба

Николаевский яхт-клуб — яхт-клуб, открытый на реке Южный Буг в Николаеве в 1889 году.

## История

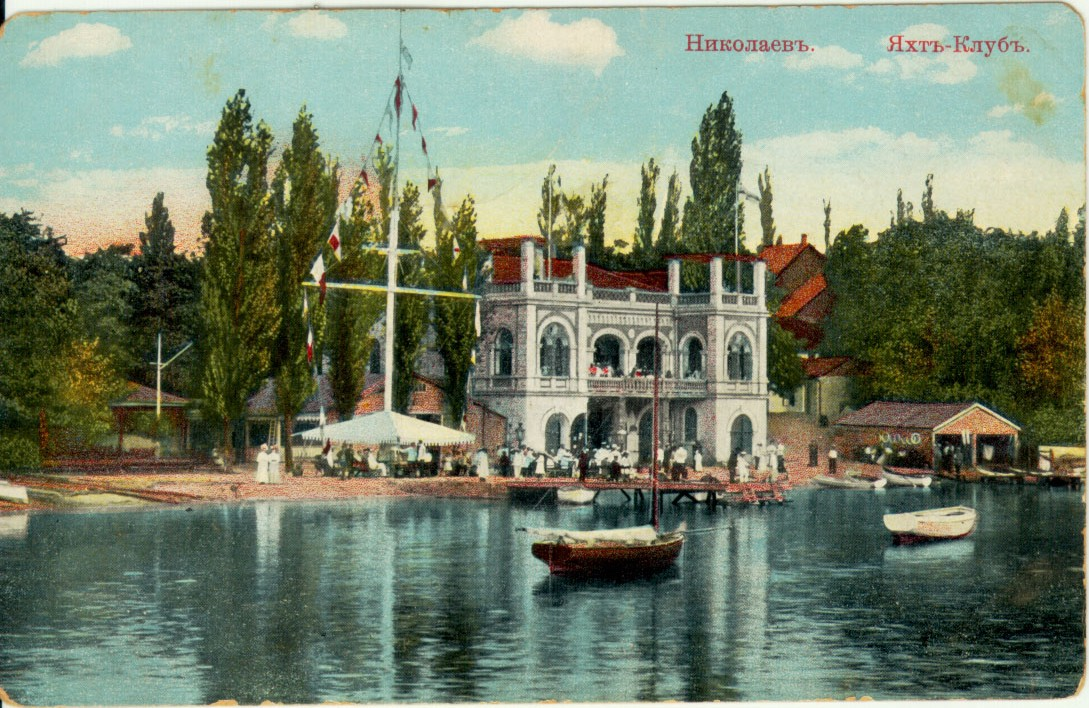
Открытка «Николаевъ. Яхтъ-Клубъ.»

Инициатором создания яхт-клуба был капитан 1-го ранга Евгений Голиков. Первое учредительное собрание состоялось 12 августа 1887 года в летнем Морском собрании, в «молдаванском доме» на набережной Ингула. Членами клуба изъявили желание стать более 50 человек. На этом собрании обсуждался проект устава будущего яхт-клуба, были избраны члены правления, определены размеры членских взносов и порядок вступления в члены яхт-клуба.
На Втором собрании почитателей водного спорта, 22 сентября 1887 года в Спасске (пригороде Николаева), Евгения Голикова избрали секретарем комитета. 22 августа 1888 года Морское министерство утвердило Устав николаевского яхт-клуба и выделило место. Здание в стиле итальянского Ренессанса спроектировал архитектор и член яхт-клуба Леопольд Роде. Строительным материалом для админздания стали местный гранит и кирпич. Тогда же были установлены пушки, которые сохранились и до нынешних времен. 7 мая 1889 года яхт-клуб праздновал своё официальное открытие.
В 1891 году яхта «Клавдия» водоизмещением 27 тонн, построенная по заказу её владельца Ф. Максимова в Финляндии, установила рекорд, самостоятельно придя из Гельсингфорса в Николаев. В июле 1894 года некоторые члены яхт-клуба участвовали в спасательных работах у мыса Тарханкут, на месте гибели парохода «Владимир».
В 1900 году в яхт-клубе было 7 общественных, 20 частных парусных и 8 частных гребных судов. 17 мая 1904 года состоялся торжественный приём нового помещения яхт-клуба. В его честь состоялась гонка яхт Николаевского, Черноморского и Екатеринославского клубов. С мая 1905 года Николаевский яхт-клуб находился под покровительством великого князя Александра Михайловича. Его почётными членами в разные годы были великий князь Константин Константинович, затем вице-адмиралы Алексей Пещуров, Николай Копытов, Сергей Тыртов, Николай Скрыдлов, контр-адмирал Оскар Энквист, капитан 1-го ранга Евгений Голиков, статский советник С. Ф. Афанасьев.
Первыми членами клуба стали 66 человек. Должности командиров заняли члены все той же инициативной группы, которая инициировала основание клуба.
В 1914 году в Яхт-клубе было уже более 300 спортсменов. Немыслимое число для столь короткого времени. На базе клуба было аж 109 судов.
С началом Первой мировой войны на экстренном собрании исключило из клуба 19 австрийских и германских подданных. В 1917—1920 годах яхт-клуб переживал кризис. В 1920 году началось восстановление яхт-клуба. В здании яхт-клуба разместилась морская база Всеобуча, где проводились практические занятия. В 1926 году в Николаеве был проведён чемпионат по парусному спорту. По инициативе ректора Николаевского кораблестроительного института Арнольда Кресса, студентами института в 1938 году была построена крейсерская яхта «Арктика» и яхты «Молния» и «Радуга». Четверо николаевцев, воспитанники яхт-клуба (Бубнов, Грицай, Горбаченко и Цыбин), стали первыми мастерами спорта СССР.
Во время Великой Отечественной войны многие яхты были уничтожены, а часть их была угнана в Германию. После освобождения города и принятия решения о восстановлении всех спортивных сооружений города стали поступать новые яхты с Ленинградской спортивной верфи, а также большое количество яхт было построено на николаевских судостроительных заводах. В 1947—1949 годах в Николаеве было проведено первенство страны по парусному спорту.